# Kanton Sète-1
Kanton Sète-1 (francouzsky Canton de Sète-1) je francouzský kanton v departementu Hérault v regionu Languedoc-Roussillon. Tvoří ho pouze část města Sète a jeho městské čtvrti Centre-ville, Vieux-Port, Gare, Zone-Industrielle, Pointe Courte a La Corniche.